# Sérgio Carneiro
Sérgio Barradas Carneiro (Feira de Santana, 14 de outubro de 1960) é um advogado e administrador de empresas, pós-graduado em Ciência da Família e em Metodologia do Ensino Superior, brasileiro, e filiado ao Partido Verde.
Ao longo da sua carreira, exerceu cargos públicos, eletivos e em empresas privadas. Foi vereador e deputado estadual e teve três legislaturas como deputado federal.
Por sete vezes (sendo cinco anos consecutivos - 1998, 1999, 2007, 2008, 2009, 2010, 2011), foi escolhido pelo Departamento Intersindical de Assessoria Parlamentar (DIAP) como um dos 100 parlamentares mais influentes do Congresso Nacional, constando seu nome da lista dos “100 Cabeças do Congresso Nacional”.
Como destaques da sua atuação, está a autoria da Emenda 66 da CF/88, conhecida como a PEC do Divórcio (que eliminou a separação judicial e o prazo de dois anos para o divórcio direto) além de ter sido um dos relatores do novo Código de Processo Civil e Procurador da Câmara dos Deputados em 2009/2010.
No primeiro mandato como deputado federal, o jornal O Globo (1996), em reportagem assinada pelo jornalista Jorge Moreno, elencou-o entre os 20 deputados mais atuantes.
Na Universidade de Brasília (UnB), o professor e cientista político Murilo de Aragão, citou-o no livro “A Elite Parlamentar da Câmara dos Deputados” (1998), como um dos 100 melhores parlamentares da Câmara.
Foi Procurador Parlamentar da Câmara dos Deputados. É sócio honorário do IBDFAM (Instituto Brasileiro de Direito de Família).
Foi Secretário de Relações Interinstitucionais e do Meio Ambiente e Recursos Naturais da Prefeitura de Feira de Santana-Bahia, tendo se desincompatibilizado para ser candidato à Deputado Federal nas próximas eleições 2018.
Sérgio é também palestrante, tendo sido constantemente requisitado para falar sobre o novo Código de Processo Civil, a Constituição Brasileira e Direito de Família em todo o Brasil.